# Union des patriotes sénégalais/Niax Teed
L'Union des patriotes sénégalais/Niax Teed (UPAS/Niax Teed) est un parti politique sénégalais, dirigé par Omar Thiam, agent municipal.

## Histoire
Le parti est créé officiellement le 31 mars 2000.

## Orientation
Les objectifs explicites du parti sont de « conquérir le pouvoir par la voie démocratique et l'installation d'une politique qui garantit entre autres le renforcement de l'unité nationale ; le respect des principes démocratiques et la forme républicaine de l'État ; le respect des libertés fondamentales ; le développement et la maîtrise de l'économie nationale ainsi qu'une répartition du revenu national fondée sur la justice et la solidarité ».

## Symboles
Sa couleur est le vert. Son emblème est constitué de cinq étoiles rouges de cinq branches.

## Organisation
Son siège se trouve à Dakar.